# Siméon Marchesseault
Siméon Marchesseault, né Abraham-Siméon Marchesseault le 18 février 1806 à Saint-Ours et mort le 8 juillet 1855 à Saint-Hyacinthe, était un instituteur, un huissier et un partisan patriote du Bas-Canada. Membre des Fils de la liberté, il a participé aux combats de la rébellion des Patriotes et était l'un des huit patriotes condamnés à l'exil aux Bermudes par les autorités britanniques.

## Biographie

### Origines et débuts
Marchesseault est né le 18 février 1806, le fils d'Abraham-François Marchessaut, maître forgeron, et d'Émélie Cormier. Il était de descendance acadienne, de par son père et sa mère. Son ancêtre paternel, Jean Marchesseau, était originaire de Saint-Jary, près de La Rochelle, en France, et serait probablement arrivé en Acadie vers le début du XVIIIe siècle. Le Dictionnaire biographique du Canada affirme que son petit-fils Christophe Marchessaut, le grand-père de Siméon, se serait probablement installé en 1770 à Saint-Antoine-sur-Richelieu, dans la Province de Québec. Quant à la lignée maternelle, on y trouve l'aïeul Robert Cormier, qui s'était établi à Port-Royal en 1654, à la suite de la déportation des Acadiens.
Après ses études, Marchesseault est devenu instituteur d'abord à Saint-Denis, puis dans le village voisin de Saint-Charles. Le 22 septembre 1829, il a épousé Judith Morin, avec qui il aura trois fils et cinq filles. En 1837, il abandonnait son métier d'instituteur pour devenir huissier de la Cour du banc du Roi du district de Montréal.

### Implication politique
Le 7 mai, il assistait à l'assemblée de Saint-Ours et le 23 octobre à l'Assemblée des six-comtés de Saint-Charles, où il appuyait une résolution proposant la création de sections des Fils de la liberté dans lesdits « six comtés » (Richelieu, Rouville, Saint-Hyacinthe, Chambly, Verchères et L'Acadie). Peu après, Marchesseault mettait sur pied une de ces sections à Saint-Charles. 
Aussi, le 19 novembre, il tenait une assemblée sur le perron de l'église de Saint-Charles. À cette occasion, il a défendu l'élection d'officiers de milice par le peuple et a critiqué le mandement de l’évêque de Montréal, Mgr Jean-Jacques Lartigue, appelant à l’obéissance et à la soumission aux autorités. Il souligna également le courage du groupe de patriotes ayant libéré le médecin Joseph-François Davignon et le notaire Pierre-Paul Demaray (ce groupe étant commandé par Bonaventure Viger et Joseph Vincent).
Ce même 19 novembre, Marchesseault était nommé capitaine et devenait l'un des aides de camp du général Thomas Storrow Brown. Le 23 novembre, il participait à la bataille de Saint-Denis, et le 25 novembre, il prenait part à celle de Saint-Charles. À Saint-Charles, lors du départ de Brown pour Saint-Denis, il prit le commandement des miliciens patriotes, mais dut s'enfuir lors de l'encerclement du camp. Sa maison ayant été incendiée par les soldats britanniques, il pénétra alors dans son domicile toujours en feu, s'empara de papiers importants et courra à son étable pour laisser sortir ses animaux. Il se cacha ensuite dans les bois pour échapper aux troupes anglaises.

### Exil et retour
Le 1er décembre, avec Wolfred Nelson et quelques autres patriotes, Marchesseault partait pour les États-Unis. Il fut cependant arrêté le 7 décembre à Bedford, près de la frontière, avec notamment Jean-Philippe Boucher-Belleville, Rodolphe Des Rivières et Timothée Kimber. Il a alors été emprisonné au fort Lennox, sur l’île aux Noix, avant d'être transféré le 12 décembre à la prison de Montréal, en même temps que Nelson, Des Rivières, Henri-Alphonse Gauvin et Robert-Shore-Milnes Bouchette. Le 26 juin 1838, il acceptait avec sept autres patriotes de signer un aveu de culpabilité en échange de l'amnistie des autres prisonniers politiques. Deux jours plus tard, il était condamné à l'exil par la proclamation de lord Durham, avec Gauvin, Nelson, Bouchette, Des Rivières, Toussaint-Hubert Goddu, Luc-Hyacinthe Masson et Bonaventure Viger. Le 4 juillet suivant, il quittait Québec à bord de la frégate Vestal, en direction des Bermudes. Il y débarqua le 28 juillet.
Après le désaveu de l'ordonnance d'exil aux Bermudes, Marchesseault se rendit aux États-Unis. Il s'installa à Swanton, au Vermont, puis à Champlain, dans l'état de New York, et enfin à Burlington, au Vermont. Il écrivit alors au procureur général, Charles Richard Ogden, pour demander l'autorisation de rentrer au Bas-Canada, ce qui fut refusé. En octobre 1840, il put finalement retourner au Bas-Canada. Peu après, il s'installait avec sa femme et ses enfants à Saint-Hyacinthe, où il est redevenu huissier. Le 8 juillet 1855, Marchesseault décédait à l’âge de 49 ans. Avant de mourir, il avait fondé la première scène de théâtre de Saint-Hyacinthe, le théâtre Marchesseault.